# SS Murata
S.S. Murata este o echipă de fotbal din Murata, San Marino.

## Palmares
- Campionato Sammarinese di Calcio: 3

2005/2006; 2006/2007; 2007/2008
- Coppa Titano: 3

1997, 2007, 2008
- Trofeul Federal San Marino: 2

2006; 2008

## Lotul de jucători
| Nr. |            | Poziție | Jucător            |
| --- | ---------- | ------- | ------------------ |
| 2   | San Marino | F       | Mattia Fretta      |
| 6   | Brazilia   | F       | Aldair             |
| 7   | San Marino | M       | Carlo Valentini    |
| 8   | Italia     | M       | Roberto Teodorani  |
| 9   | San Marino | A       | Francesco Cesarini |
| 10  | San Marino | A       | Maurizio di Giuli  |
| 12  | San Marino | A       | Nicola Albani      |
| 13  | San Marino | F       | Fabio Vitaioli     |
| 15  | San Marino | F       | Giulio Molinari    |
| 17  | Italia     | A       | Cristian Protti    |
| 21  | San Marino | F       | Raffaele Carlini   |
| 23  | San Marino | M       | Matteo Carattoni   |
| 25  | San Marino | P       | Daniele Donati     |

| Nr. |            | Poziție | Jucător               |
| --- | ---------- | ------- | --------------------- |
| 26  | Italia     | M       | Claudio Pari          |
| 28  | San Marino | F       | Stefano Conti         |
| 29  | San Marino | M       | Michele Rastelli      |
| 30  | San Marino | F       | Gianluca Bollini      |
| 32  | San Marino | F       | Luca Albani           |
| 48  | Italia     | M       | Fabio Vannoni         |
| 64  | San Marino | F       | Pasquale D'Orsi       |
| 70  | Italia     | P       | Cristiano Scalabrelli |
| 77  | San Marino | A       | Manuel Marani         |
| 82  | San Marino | M       | Fabio Bollini         |
| 98  | San Marino | M       | Alex Gasperoni        |
| 99  | San Marino | A       | Marco Casadei         |
| -   | Italia     | A       | Massimo Agostini      |